# Санта Марија (Каљари)
Санта Марија је насеље у Италији у округу Каљари, региону Сардинија.
Према процени из 2011. у насељу је живело 642 становника. Насеље се налази на надморској висини од 31 м.